# Match de football Arsenal – RC Lens (1998)
Le match de football Arsenal - Lens le 25 novembre 1998, remporté par Lens 1 but à 0, est la première victoire d'un club français dans le stade de Wembley.

## Histoire
Arsenal - Lens était l'avant-dernier match du groupe E de la Ligue des Champions 1998-1999. À ce moment-là, les quatre équipes de la poule peuvent encore prétendre à une qualification aux quarts de finale qui les placerait parmi les huit meilleures équipes européennes.
73 707 spectateurs sont présents au coup d'envoi, ce qui constitue à l'époque l'affluence record du club londonien, dont 8 000 Lensois qui font résonner leurs chants dans le stade.
Arsenal est favori. Au match aller, Lens a obtenu à l'arraché le match nul (1-1) sur son terrain, grâce à l'égalisation de Tony Vairelles dans les tout derniers instants de la partie. Mais Lens joue la victoire : s'ils s'imposaient, les Lensois peuvent prendre la tête du groupe (en cas de match nul à Kiev entre le Dynamo et le Panathinaïkos), ou juste avoir leur destin en main si le Dynamo Kiev s'impose.
La rencontre débute bien pour les Sang et Or qui mettent la pression d'entrée de jeu, et se rendent maîtres du milieu de terrain, ce qui oblige les Gunners d'Arsène Wenger à évoluer en contre. Les gardiens des deux camps se mettent en valeur, et permettent aux deux équipes de rentrer aux vestiaires sur un score vierge à la mi-temps. La seconde période reprend sur le même rythme élevé, et la domination lensoise ne fait que s'accentuer. À la 72e minute, sur une action où la défense anglaise a du mal à dégager le ballon, Eloi décale Šmicer sur la gauche ; le Tchèque tente une frappe à ras de terre qui se transforme en un centre que Mickaël Debève, en embuscade au second poteau, n'a plus qu'à tacler dans le but. Ce sera le seul but de la partie. 
Le match devient plus rugueux, et est marqué par l'expulsion injustifiée de Vairelles en toute fin de match, causée par une simulation de Dixon. Vairelles sera suspendu pour le dernier match de la campagne européenne lensoise,. 
De son côté, Kiev bat le Panathinaïkos, et permet aux Lensois de disputer deux semaines plus tard à Bollaert la qualification pour les quarts. Mais les Ukrainiens l'emporteront 3 buts à 1, aidés par l'exclusion en début de rencontre de Frédéric Déhu.

## Fiche technique
| Groupe F, 5e journée | Arsenal     | 0–1   | RC Lens                    | Wembley, Londres                              |                                               |
| 25 novembre 1998     | Parlour 90e | (0–0) | Debève 72e · Vairelles 90e | Spectateurs : 73 707 Arbitrage : Anders Frisk | Spectateurs : 73 707 Arbitrage : Anders Frisk |

| Arsenal :     |    |                  |     |     |
|               |    |                  |     |     |
| G             | 1  | David Seaman     |     |     |
| D             | 2  | Lee Dixon        |     |     |
| D             | 3  | Nigel Winterburn |     |     |
| D             | 6  | Tony Adams (cap) |     | 45e |
| D             | 14 | Martin Keown     |     |     |
| M             | 19 | Rémi Garde       |     | 67e |
| M             | 16 | Stephen Hughes   |     |     |
| M             | 15 | Ray Parlour      | 90e |     |
| M             | 11 | Marc Overmars    |     |     |
| A             | 12 | Christopher Wreh |     | 67e |
| A             | 9  | Nicolas Anelka   |     |     |
|               |    |                  |     |     |
| Remplaçants : |    |                  |     |     |
| G             | 13 | Alex Manninger   |     |     |
| D             | 5  | Steve Bould      |     | 45e |
| D             | 20 | Matthew Upson    |     |     |
| D             | 7  | Nelson Vivas     |     | 67e |
| M             | 18 | Gilles Grimandi  |     |     |
| M             | 23 | Alberto Mendez   |     |     |
| A             | 21 | Luís Boa Morte   |     | 67e |
|               |    |                  |     |     |
| Entraîneur :  |    |                  |     |     |
| Arsène Wenger |    |                  |     |     |

| Lens :          |    |                     |        |     |
|                 |    |                     |        |     |
| G               | 1  | Guillaume Warmuz    |        |     |
| D               | 2  | Éric Sikora         | Averti |     |
| D               | 4  | Cyrille Magnier     |        |     |
| D               | 13 | Frédéric Déhu (cap) |        |     |
| D               | 3  | Yoann Lachor        |        |     |
| M               | 6  | Cyril Rool          | Averti |     |
| M               | 7  | Mickaël Debève      |        |     |
| M               | 9  | Alex Nyarko         |        |     |
| M               | 19 | Vladimír Šmicer     |        | 80e |
| A               | 21 | Pascal Nouma        |        | 59e |
| A               | 11 | Tony Vairelles      | 90e    |     |
|                 |    |                     |        |     |
| Remplaçants :   |    |                     |        |     |
| G               | 16 | Christophe Marichez |        |     |
| D               | 27 | Pape Diop           |        |     |
| D               | 26 | Aboubacar Sankharé  |        |     |
| D               | 22 | Xavier Méride       |        |     |
| M               | 17 | Marc-Vivien Foé     |        |     |
| A               | 12 | Wagneau Eloi        |        | 59e |
| A               | 10 | Daniel Moreira      |        | 80e |
|                 |    |                     |        |     |
| Entraîneur :    |    |                     |        |     |
| Daniel Leclercq |    |                     |        |     |